# SC Mirandela
SC Mirandela, właśc. Sport Clube de Mirandela – portugalski klub piłkarski z siedzibą w Mirandeli.

## Historia
Klub został założony w 1926. W swojej historii rozegrał siedem sezonów na poziomie drugiej ligi (w latach 1934–1939, 1946–1947 oraz 1980–1981).

## Reprezentanci kraju grający w klubie
stan na listopad 2023
|  | - Gilberto Gomes - Laureta - / Lucas João - Calton Banze - Bacar Baldé - Zidane Banjaqui - Lamine Bá - Demba Jassi - Califo Seidi |  | - Mechack Jérôme - Joseph Junior Guemsly - Zaidu Sanusi - Vasco Lopes - Kelvin Medina - Kuca Miranda - Ericson Silva - Cláudio Tavares |